# Nova esquerra

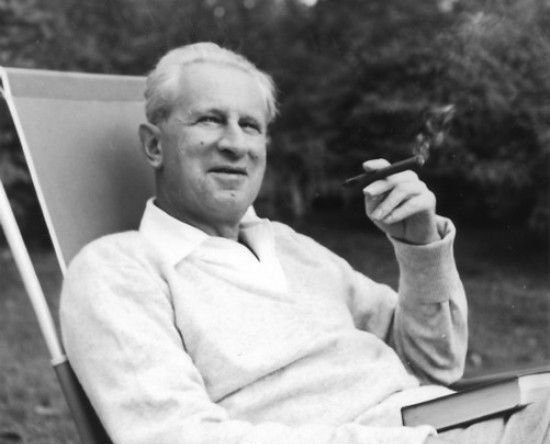
Herbert Marcuse, associat a l'Escola de Frankfurt i la teoria crítica, és considerat el pare de la Nova Esquerra.

La Nova Esquerra o New Left en anglès va ser el nom utilitzat per a descriure un conjunt de moviments d'esquerra i extrema esquerra en diferents països durant els anys 1960 i 1970. Els seus plantejaments van ser socials, econòmics, filosòfics, fins i tot psicològics (vegeu l'antipsiquiatria). Es va formar en gran part en els moviments crítics de l'esquerra tradicional, la qual se centra principalment en el treball i les lluites dels treballadors (el moviment obrer, el sindicalisme i els partits d'esquerra).

## La nova contestació social
Els moviments de la Nova Esquerra, tot i que en gran manera es basen en els vells anàlisis marxistes o llibertaris, adopten una més àmplia definició d'activisme polític i crítica social. Per exemple, molts cercles polítics de l'època articularen una crítica mordaç dels valors socials dominants, i, en particular, sobre l'autoritat i el treball (per exemple, els situacionistes).
Tant a Amèrica del Nord i els Estats Units com a Europa s'associà amb el moviment hippie, amb l'agitació estudiantil als campus universitaris (maig del 68) i a una redefinició de la contestació social i l'opressió: ja no és només la classe, sinó que també la raça, el gènere o la sexualitat (revolució sexual), fins i tot, l'explotació animal (antiespecisme). A Gran Bretanya es va caracteritzar per un moviment intel·lectual, sobretot, que va intentar corregir el que molts identificaven com a errors d'anàlisi i estratègia dels partits de la vella esquerra de la societat de la postguerra. Des de 1960 van publicar la revista New Left Review que des de 2000 va tenir també una versió en castellà. Més enllà de la dècada de 1970, la Nova Esquerra va decaure tant perquè els seus principals activistes passaren a nous partits i noves organitzacions de lluita per la justícia social (ONG's), per canvi d'ideologia, per haver-se passat cap a estils de vida alternatius, per haver mort o tornat políticament inactius.
Avui en dia, el segell distintiu d'aquesta nova esquerra es va sentir amb força a través dels moviments alterglobalització, l'anticapitalisme i antifeixisme, així com organitzacions i grups autònoms que reivindiquen la seva influència.

## Inspiracions i influències
| - Albert Camus - Guy Debord - Frantz Fanon - Allen Ginsberg - Emma Goldman | - Che Guevara - Peter Kropotkin - R. D. Laing - Henri Lefebvre - Vladímir Lenin - Rosa Luxemburg | - Herbert Marcuse - George Orwell - Bertrand Russell - Jean-Paul Sartre - Malcolm X |

## Personatges clau
| - Stew Albert - Tariq Ali - Perry Anderson - Bill Ayers - Rudolf Bahro - Charles Bettelheim - Stokely Carmichael - Daniel Cohn-Bendit | - Angela Davis - Régis Debray - Rudi Dutschke - Deniz Gezmiş - Abbie Hoffman - Tom Nairn - Carl Oglesby | - Ronald Radosh - Jerry Rubin - Mark Rudd - Mario Savio - E.P. Thompson - Raymond Williams - Peter Worsley |

## Altres personatges relacionats
| - César Chávez - David Dellinger - Josef Fischer - Michel Foucault | - Norman Fruchter - Karl Hess - William Mandel - A. J. Muste | - Nikos Pulandzàs - Richard Sennett - Charles Taylor |